# Polyphyllia novaehiberniae
Espèce
Statut CITES
Polyphyllia novaehiberniae est une espèce de coraux appartenant à la famille des Fungiidae.